# روجر إريكسون
روجر إريكسون (بالإنجليزية: Roger Erickson)‏ هو سياسي أمريكي، ولد في 22 ديسمبر 1953. حزبياً، نشط في حزب العمال المزارعين الديمقراطيين في مينيسوتا والحزب الديمقراطي. وقد انتخب عضو مجلس نواب مينيسوتا.